# Texananus dicentrus
Texananus dicentrus är en insektsart som beskrevs av Delong 1939. Texananus dicentrus ingår i släktet Texananus och familjen dvärgstritar. Inga underarter finns listade i Catalogue of Life.